# Mont de Péruwelz
Mont de Péruwelz is een gehucht op de grens van de Belgische gemeente Péruwelz en de Franse gemeente Vieux-Condé en Condé-sur-l'Escaut.
Het gehucht ligt zo'n twee kilometer ten zuiden van het stadscentrum van Péruwelz, en zo'n drie tot vier kilometer ten noorden van de centra van Vieux-Condé en Condé-sur-l'Escaut. Het ligt op een hoogte van ongeveer 50 meter op de Frans-Belgische grens, waar de gemeentecentra zo'n 20 tot 30 meter hoog liggen. Zo'n anderhalve kilometer verder oostwaarts op deze heuvel ligt Bon-Secours. Mont de Péruwelz ligt aan de rand van het Bos van Bon-Secours.
Het gehucht staat reeds aanduid op de Ferrariskaart uit de jaren 1770 als Mont de Peruwels. In 1910 werd in het Belgische deel van het gehucht een kapel opgericht, de Chapelle de l'Immaculée Conception. Achter de kapel werd een Lourdesgrot ingericht. In het Franse deel bevindt zich een school.